# Sun Wei (gymnastique)
Dans ce nom chinois, le nom de famille, Sun, précède le nom personnel.
Pour les articles homonymes, voir Sun et Sun Wei.
Sun Wei (né le 12 août 1995 à Nantong, dans le Jiangsu) est un gymnaste artistique chinois.

## Carrière
Après avoir remporté le titre par équipes, il termine 4e du concours général individuel lors des Championnats du monde de gymnastique artistique 2018.
Au niveau continental, il est champion d'Asie par équipes en 2017 et vice-champion d'Asie par équipes en 2015. Aux Jeux asiatiques de 2018, il est médaillé d'or par équipes, médaillé d'argent à la barre fixe et médaillé de bronze au cheval d'arçons